# Stade du Premier-Mai
Le stade du Premier-Mai est un stade omnisports situé à Pyongyang, en Corée du Nord. Il est connu pour être l'un des plus grands stades du monde, avec 115 000 places.

## Histoire
Inauguré le 1er mai 1989, il possédait une capacité initiale de 150 000 places mais à la suite d'une rénovation intervenue en 2014 sa capacité aurait été réduite à 114 000 spectateurs d'après certains observateurs,. Selon le chiffre retenu, il serait le premier ou le second plus grand stade du monde après le stade Narendra Modi (hors circuits automobiles et l'enceinte sportive du Stade de Strahov à Prague). Ses tribunes sont recouvertes de 16 arches lui donnant une forme de parachute ou de fleur de magnolia.
Le stade a 80 sorties et dix ascenseurs, il possède notamment divers halls, une piscine d'intérieur, des saunas et des lits pour le logement et la détente des joueurs. Il occupe une surface de 207 000 m2.

## Événements
- Festival Arirang
- Collision in Korea, spectacle de catch organisé par la New Japan Pro Wrestling et la World Championship Wrestling,  le 28 et 29 avril 1995.

## Galerie

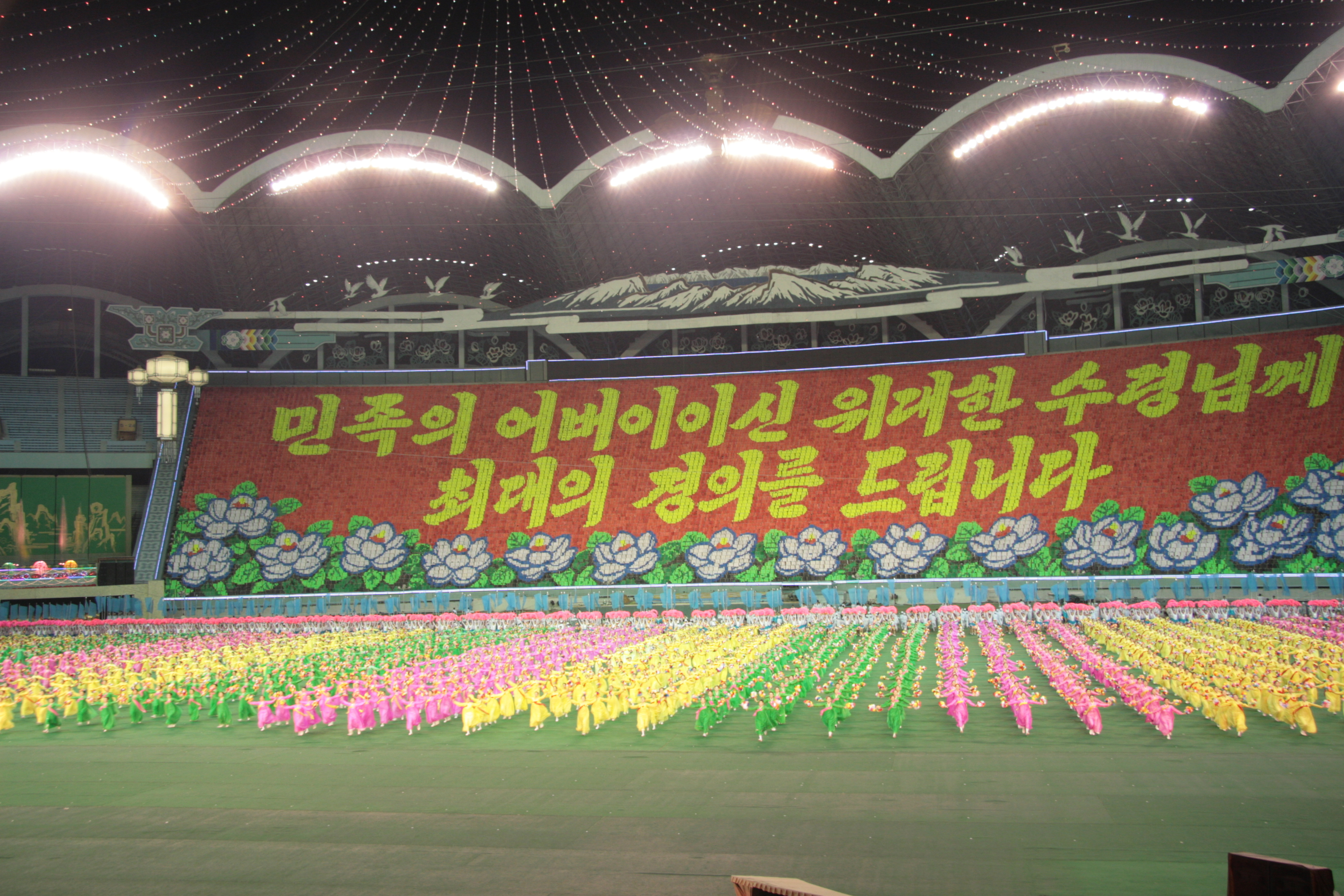
L'intérieur du stade lors d'une édition du festival Arirang.
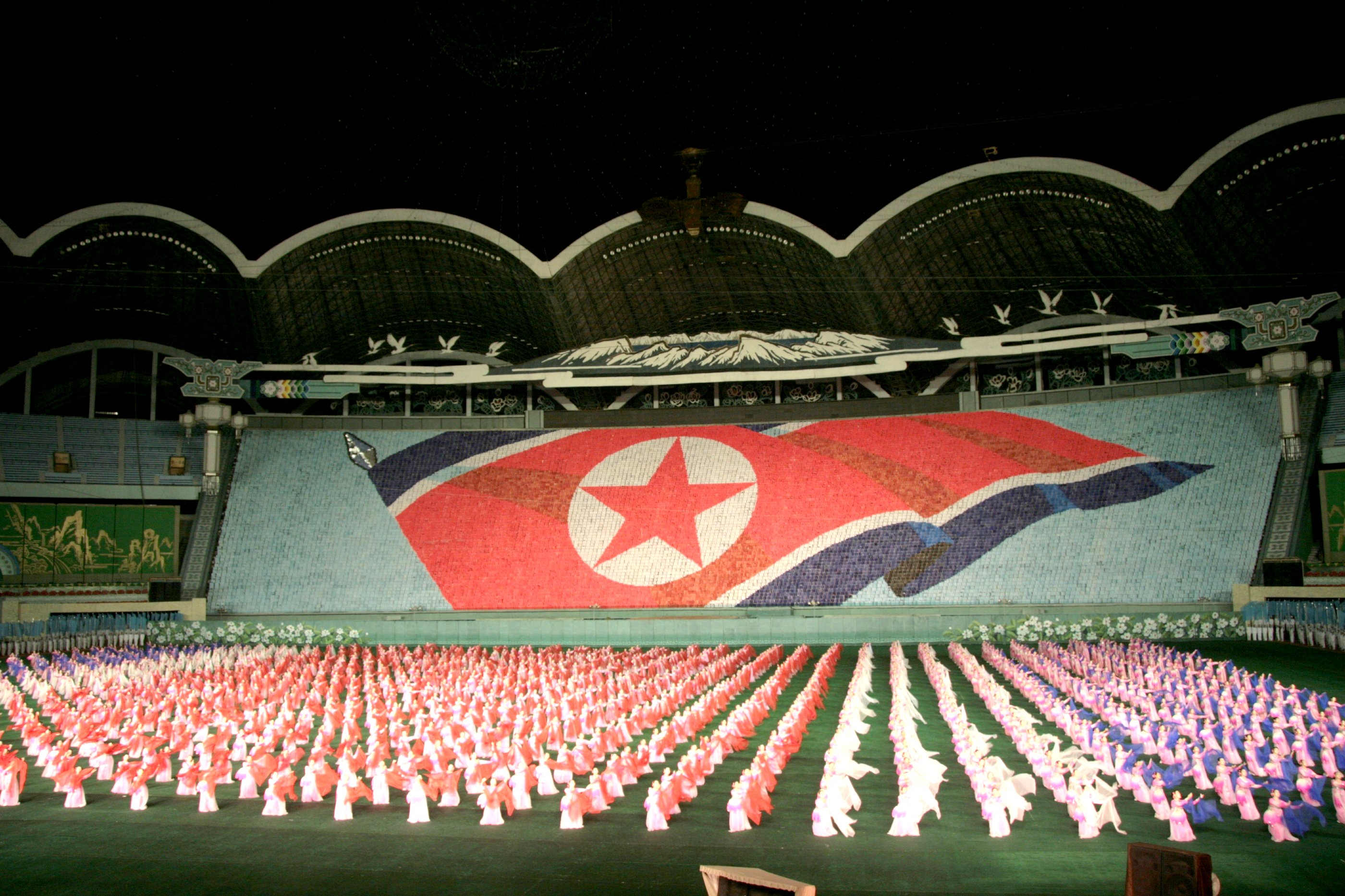
L'intérieur du stade lors d'une édition du festival Arirang.
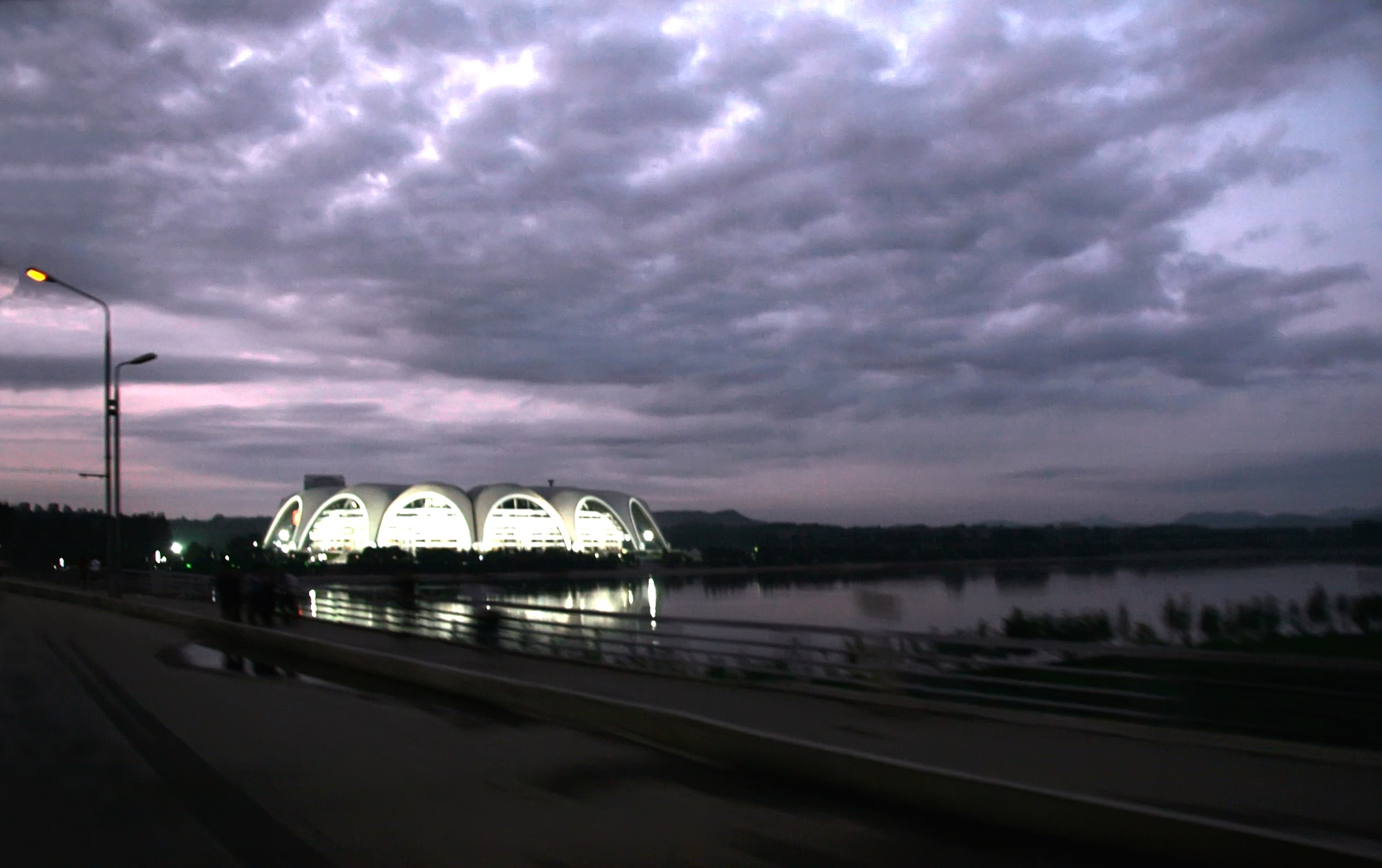
Le stade vu de nuit.